# Sambal oelek

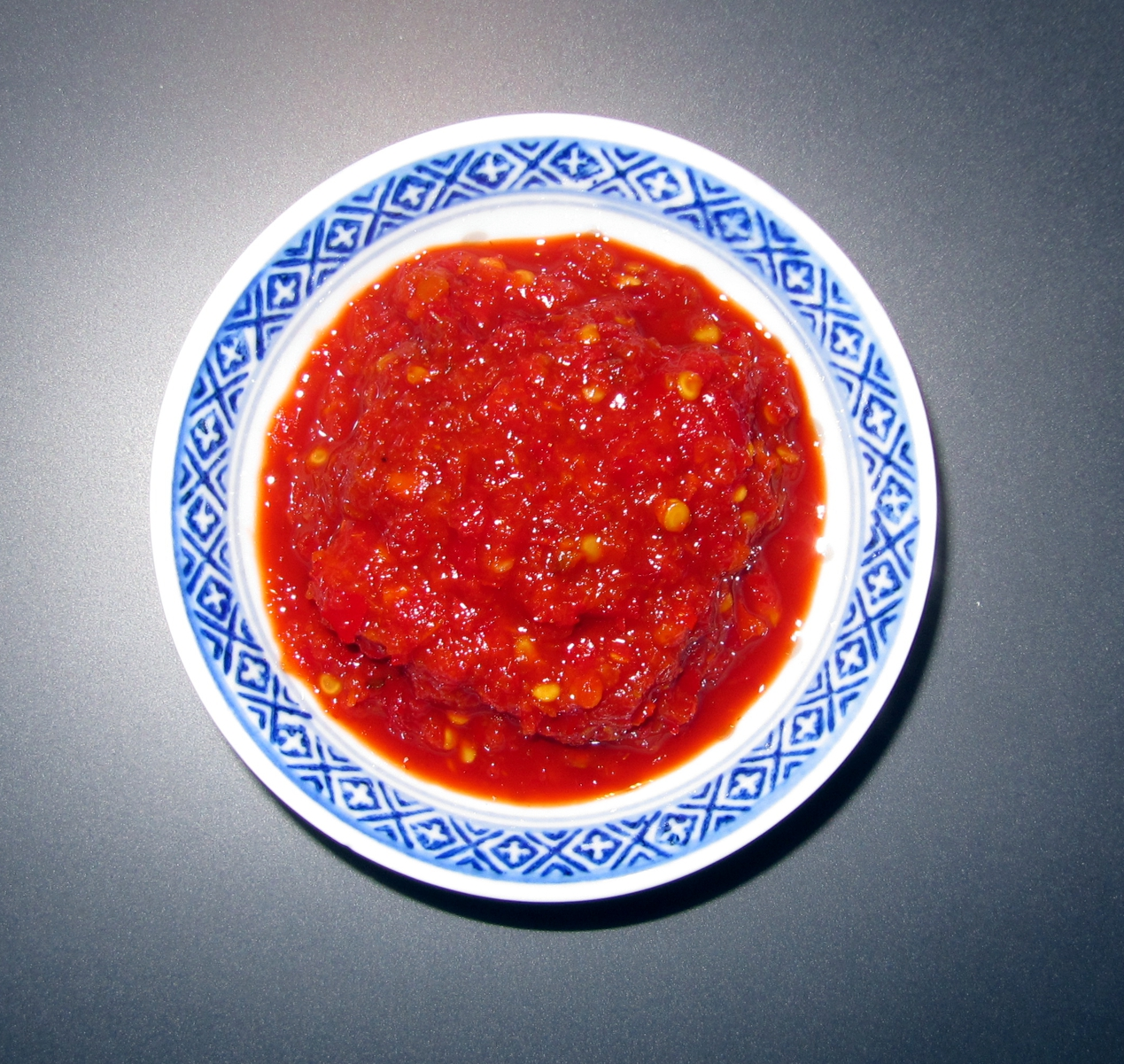

Sambal oelek (wymowa sambal ulek, tradycyjny zapis pochodzi z niderlandzkiego) – ostry sos indonezyjski, jedna z odmian sambalu; swoisty rodzaj przecieru, sporządzanego z dojrzałych czerwonych papryczek chili, niekiedy z dodatkiem soli i soku z limonki.

## Nazwa
Indonezyjskie słowo ulek (dawny zapis: oelek) oznacza tradycyjną odmianę kamiennego moździerza, do tej pory w powszechnym użyciu na Jawie.